# 蕭逢春
蕭逢春（？—1852年），清朝軍事將領，武進士出身。
道光二十一年（1841年）辛丑恩科武二甲進士，以侍衛用。累升參將。咸丰二年（1852年）九月 ，太平军围攻长沙，在水陆洲大败清朝钦差大臣向荣，蕭逢春等四十七名将领战殁。朝廷赐祭葬如例。